# Rozpustnik (film)
Rozpustnik (ang. The Libertine) – brytyjsko-australijski dramat filmowy z 2004 roku w reżyserii Laurence’a Dunmore’a. Adaptacja sztuki Stephena Jeffreysa o tym samym tytule, opartej na biografii angielskiego arystokraty i poety Johna Wilmota. Bohater filmu szuka sensu życia w transgresji.

## Produkcja
Zdjęcia do filmu kręcono na terenie Anglii i Walii w następujących lokacjach:
- Powys (Tretower Court);
- Somerset (Montacute House);
- Surrey (zamek Hampton Court);
- Warwickshire (Charlecote Park);
- Wyspa Man (Douglas)[3][4].

## Obsada
- Johnny Depp – John Wilmot
- John Malkovich – król Karol II
- Samantha Morton – Elizabeth Berry
- Rosamund Pike – Elizabeth Malet
- Tom Hollander – George Etherege
- Johnny Vegas – Sackville
- Richard Coyle – Alcock
- Rupert Friend – Billy Downs